# Ѝ
И с ударение (главна: Ѝ, малка ѝ) е знак от кирилицата. Този знак не е самостоятелна буква и не е вписана нито в българската, нито в друга азбука, а представлява просто буквата и с „тежко“ ударение върху нея. Ѝ е също така и дума (местоимение) в българския език.

## Употреба

### Местоимение в българския език
Думата „ѝ“ в българския език означава:
- кратка форма на притежателното местоимение за 3 л. ед. ч., ж. р. неин (респ. нейна, нейно, нейни), както и
- лично местоимение за 3 л. ед. ч. в дателен падеж (приблизително: на нея, остаряло: ней).

Пример: Роклята ѝ бе нова. (Нейната рокля бе нова.)
Знакът над буквата „и“ в думата „ѝ“ официално не е ударение, а „надреден знак с вид на ударение“. Той се поставя, за да се разграничи тази дума от съюза „и“. Често по технически причини вместо ѝ в тези случаи се използва буквата й („и кратко“), но това се счита за грешка. По подобен начин с ударение се различават и други думи: сѐ и се, по̀ и по. Замяната на ѝ с „й“ е неправилно, тъй като „й“ е буква, чието име в езиковедските среди е глайд, т.е. буква, която не може да се произнесе самостоятелно, затова се чете само в съчетания с други букви (например йо и йе). От друга страна ѝ е самостоятелна дума, чието използване е задължително и заменянето ѝ с букви и други писмени знаци е нарушение на правилото.

### „И“ с ударение
Когато е част от дума, както в българския, така и в други езици, „ѝ“ означава просто буквата „и“ с ударение.
Ѝ, както и други букви с акут (´), гравис (`), циркумфлекс (ˆ), могат да бъдат използвани в сръбския език, за да изразят един от четири възможни тона на ударена сричка. Като например: прѝкупити (да се събере) или ѝскуп (изкуп).
След руско обработване на старобългарския език Ѝ е правописен вариант на буквата И с остро ударение, когато е последната буква в думата. Ѝ може да бъде намерен и в други езици като руския език и украинския език. Например в руския език: вѝна (мн. ч. от вино̀) и вина̀ (вина, виновност). Напоследък в руския и украинския език печатат книгите с ударение на буквите с акута, вместо с гравис, за да обозначат ударението: ви́на и вина́.

## В компютрите
Има два начина за указване на „и“ с българско ударение с Уникод – единият е с готовия символ под номер 045D, десетично: (Alt + от цифровата) 1117 (този символ не се поддържа от всички шрифтове), другият е комбинация от „и“, последвано от ударение с Уникод номер 768. Готовият символ е включен в проекта за промяна на клавиатурната подредба по БДС от 2006 г., според който той може да се напечата, като се задържи клавишът shift и се натисне клавишът за „ь“, а за да се напечата главно Ѝ е необходимо да е включен Caps Lock. Тази подредба е достъпна за избиране в по-новите операционни системи.
През 2008 г. Майкрософт пуска актуализация за четири шрифта за Windows, които поддържат готовия символ: Arial, Times New Roman, Trebuchet и Verdana.
Единствената друга гласна от кирилицата, която има готова ударена форма в Уникод, е Ѐ. Ударено „е“ се използва често в изписването на литературната македонска норма.